# Maya Ford
Maya Anne Ford (Oakland, California, 8 de enero de 1979) es la bajista del grupo de rock estadounidense The Donnas. Nació el mismo día, mes y año que la baterista Torry Castellano. Es la única de las cuatro que es originaria de Palo Alto y aprendió a tocar el bajo al igual que las demás integrantes sin ninguna experiencia.

## Inicios
Maya Anne Ford, nació el 8 de enero de 1979, en Oakland, California, el mismo día que su exmiembro de la banda, Torry Castellano. Conoció a sus futuros compañeros de banda Torry Castellano, Brett Anderson y Allison Robertson en la escuela secundaria. Formaron una banda en octavo grado llamada Ragady Anne, más tarde llamándose The Electrocutes en Palo Alto High School. Ford comenzó a tocar el bajo eléctrico a los 13 años. Al principio tocaba la guitarra (recibió una guitarra acústica de su prima), pero luego decidió cambiar al bajo. Cuando su banda (entonces conocida como Screen) comenzó en mayo de 1993, ella había tenido aproximadamente seis meses de experiencia tocando.